# Centro Nazionale di Adroterapia Oncologica
Il Centro Nazionale di Adroterapia Oncologica (in acronimo CNAO) è un centro ospedaliero e di ricerca dedicato alla terapia adronica con sede a Pavia, in Italia.

## Descrizione
I membri fondatori della Fondazione CNAO sono: il Policlinico di Milano, il Policlinico San Matteo di Pavia, l’Istituto Nazionale dei Tumori di Milano, l’Istituto Neurologico Besta di Milano, l’Istituto Europeo di Oncologia di Milano e la Fondazione TERA di Novara.
Ai fondatori si sono aggiunti i partecipanti istituzionali: il Ministero della Salute italiano, l'INFN (Istituto Nazionale di Fisica Nucleare), l'Università di Pavia, l'Università Statale di Milano, il Politecnico di Milano, il Comune di Pavia e la Fondazione Cariplo.
Il Centro si trova accanto al Policlinico San Matteo di Pavia e la sua inaugurazione è avvenuta il 15 febbraio del 2010; uno tra i più importanti artefici della realizzazione del progetto è stato il professor Ugo Amaldi, fisico nucleare del CERN ed accademico. Nell'ottobre 2011 sono incominciati i trattamenti su pazienti volontari, selezionati dal Ministero della Salute.
Il CNAO ha come obiettivo il trattamento clinico e l'assistenza medica diretta, con prestazioni di carattere ospedaliero ed ambulatoriale (non sono quindi previsti servizi di assistenza in regime di ricovero), di pazienti affetti da tumori solidi non curabili chirurgicamente e/o con la radioterapia tradizionale, mediante l'adroterapia, cioè l'irradiazione con fasci di protoni e ioni carbonio. Allo stesso tempo, il Centro effettua ricerca scientifica per individuare strumenti sempre più efficaci nella lotta contro il cancro. 
A livello tecnologico il CNAO si avvale di un sincrotrone di 25 metri di diametro, in grado di accelerare sia protoni sia ioni di carbonio; le particelle vengono prodotte in due sorgenti, pre-accelerate da un acceleratore lineare ed inviate ad una linea di iniezione per il trasferimento nell'anello del sincrotrone, dove vengono ulteriormente accelerate ed estratte a energie sino a 250 MeV per i protoni e 480 MeV/u per gli ioni carbonio. La struttura è dotata di tre sale di terapia, una delle quali dotata di un sistema di trattamento con fascio sia orizzontale sia verticale. In funzione del tipo di particelle utilizzate (protoni o ioni carbonio) e della loro energia, possono essere irradiati tumori a profondità fino a circa 32 cm per protoni e 27 cm per ioni carbonio.
Il CNAO è stato il primo centro dedicato all'adroterapia in Italia, dove rimane tuttora l'unico in grado di offrire la terapia a base di ioni carbonio (mentre quella a base di protoni attualmente viene offerta anche in altri tre centri in Italia, l'Istituto Europeo di Oncologia di Milano, il Centro di Protonterapia di Trento e il Centro CATANA di Catania); con la sua attivazione, l'Italia è diventata il quarto Paese al mondo a dotarsi di strutture per questa tipologia di trattamento. 